# Ilse Voigt

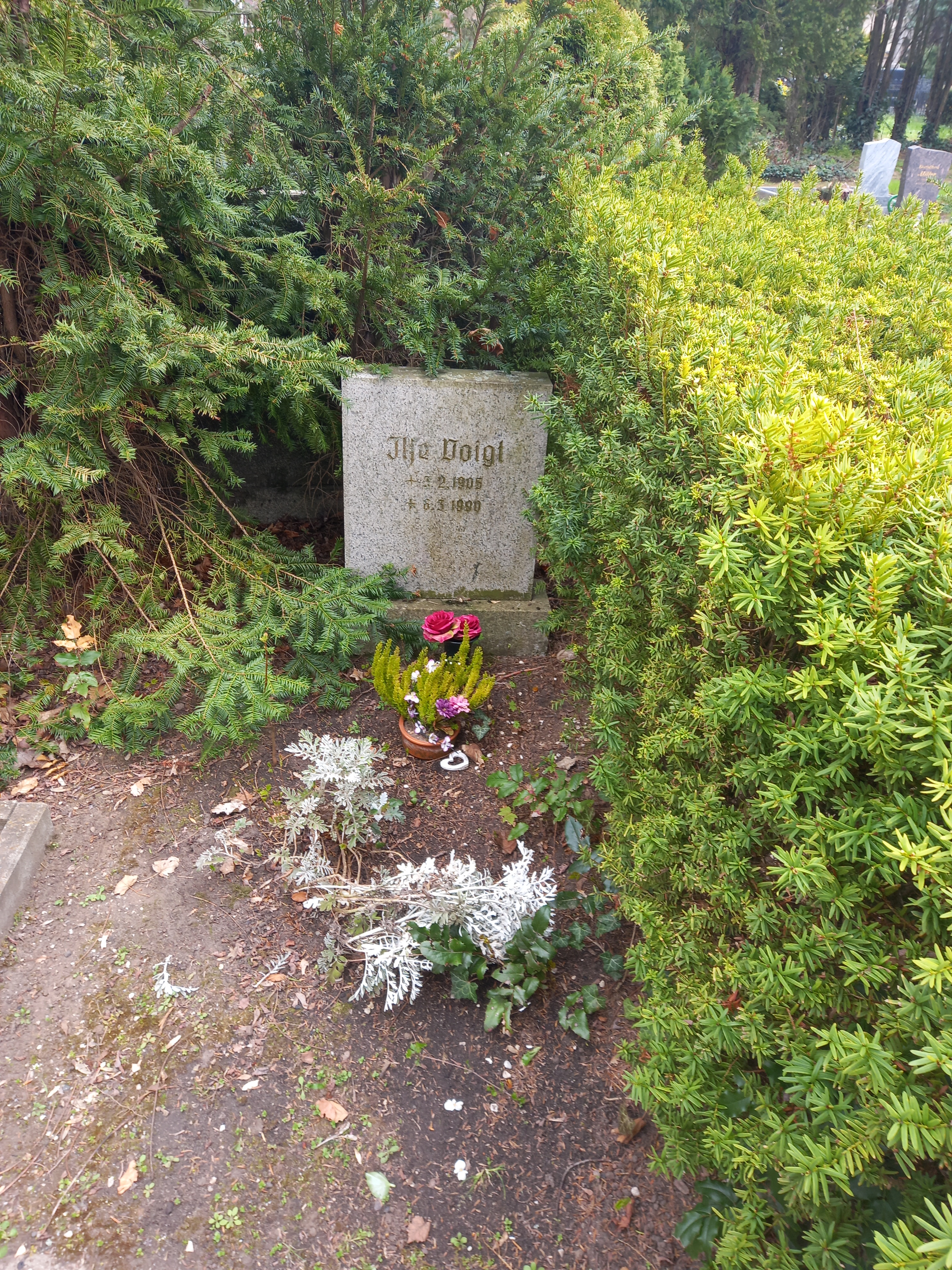
Das Grab von Ilse Voigt auf dem evangelischen Friedhof Neustadt in Magdeburg

Ilse Voigt (* 3. Februar 1905 in Chemnitz; † 6. März 1990 in Magdeburg) war eine deutsche Schauspielerin und Synchronsprecherin.

## Leben
Voigt genoss in Dresden eine private Schauspielausbildung. In den 1920er Jahren trat sie erstmals am Schauspielhaus Chemnitz auf. Es folgten Engagements unter anderem in Dresden, Quedlinburg, Weimar, Leipzig, und Erfurt. In erster Ehe heiratete sie den Schauspieler Hans Wahlberg. Mitte der dreißiger Jahre kehrte sie ans Chemnitzer Theater zurück und übernahm eine Hauptrolle in Ernst von Wildenbruchs Die Rabensteinerin. 1937 heiratete sie den Chemnitzer Apotheker, Medizinal- und Stadtrat Fritz Meindl.
Nach dem Zweiten Weltkrieg stand Voigt zuerst in Dresden wieder auf der Bühne, 1959 wechselte sie nach Magdeburg. Hier blieb sie über viele Jahre selbst über das Rentenalter hinaus und prägte den Stil des Theater Magdeburg entscheidend mit. Sie betätigte sich in Magdeburg auch als private Schauspiellehrerin.
Neben ihrer Tätigkeit als Theaterschauspielerin und Synchronsprecherin spielte sie ab den 1960er Jahren auch in mehreren Produktionen des Fernsehens der DDR und der DEFA mit. 1965 spielte sie im Film Das Kaninchen bin ich, der jedoch in der DDR verboten wurde und erst 1990 Premiere hatte. Trotz schwerer Krankheit konnte sie an der Premiere noch teilnehmen. Breite Bekanntheit erlangte sie 1971 durch die Rolle der Oma Piesold im Film Der Mann, der nach der Oma kam. Voigt starb am 3. Juni 1990 im Alter von 85 Jahren in Magdeburg.
Ihre Tochter Gisela Wahlberg sowie weitere weibliche Nachkommen wurden ebenfalls als Schauspielerinnen bekannt.
Die Stadt Magdeburg benannte im Jahr 2006 ihr zu Ehren eine Straße als Ilse-Voigt-Straße.

## Filmografie
- 1956: Der Richter von Zalamea
- 1957: Wo Du hin gehst …
- 1959: Kabale und Liebe
- 1965: Lots Weib
- 1965: Das Kaninchen bin ich
- 1966: Schwarze Panther
- 1966: Oben fährt der große Wagen (Fernsehfilm)
- 1967: Der tapfere Schulschwänzer
- 1967: Die Fahne von Kriwoj Rog
- 1968: Leben zu zweit
- 1968: Abschied
- 1968: 12 Uhr mittags kommt der Boß
- 1969: Weite Straßen – stille Liebe
- 1969: Seine Hoheit – Genosse Prinz
- 1969: Jungfer, Sie gefällt mir
- 1969–1987: Der Staatsanwalt hat das Wort (Fernsehserie, 5 Folgen)
- 1970: Dr. med. Sommer II
- 1971: Husaren in Berlin
- 1971: Zeit der Störche
- 1972: Der Mann, der nach der Oma kam
- 1972: Der Mann und das Mädchen (Fernsehfilm)
- 1973: Die sieben Affären der Doña Juanita (vierteiliger Fernsehfilm, 3 Folgen)
- 1974: Heiße Spuren (Fernsehfilm)
- 1974: Lotte in Weimar
- 1974: Der Leutnant vom Schwanenkietz (TV-Dreiteiler, 2 Folgen)
- 1975: Polizeiruf 110: Die Rechnung geht nicht auf (TV-Reihe)
- 1975: Fischzüge (Fernsehfilm)
- 1975: Eine Pyramide für mich
- 1976: Philipp, der Kleine
- 1976: Konzert für Bratpfanne und Orchester
- 1977: Zur See (Fernsehserie, Die Hochzeitsüberraschung)
- 1978: Brandstellen
- 1978: Sabine Wulff
- 1979: Das Pferdemädchen
- 1980: Der Baulöwe
- 1980: Es sollte ewig Sonntag sein (Fernsehfilm)
- 1981: Trompeten-Anton
- 1981: Jockei Monika (Fernsehserie, 3 Folgen)
- 1983: Die Schöne und das Tier (Fernsehfilm)
- 1984: Isabel auf der Treppe
- 1984: Zeitzünder (Fernsehfilm)
- 1985: Gritta von Rattenzuhausbeiuns
- 1985: Polizeiruf 110: Verführung (TV-Reihe)
- 1985: Bei Hausers zu Hause (Fernsehserie, 2 Folgen)
- 1986: Rabenvater
- 1986: Polizeiruf 110: Das habe ich nicht gewollt (TV-Reihe)
- 1986: Weihnachtsgeschichten (Fernsehfilm)
- 1986: Zahn um Zahn – Die Praktiken des Dr. Wittkugel (Fernsehserie, 1 Folge)
- 1988: Bereitschaft Dr. Federau (Fernsehserie, 1 Folge)
- 1988: Der Eisenhans
- 1988: Stunde der Wahrheit (Kurzfilm)
- 1989: Der Magdalenenbaum
- 1989: Die gestundete Zeit (Fernsehfilm)

## Theater
- 1957: Heinrich Spoerl: Der Maulkorb (Frau von Treskow und Frau Tigges am Treppchen) – Regie: Georg Leopold (Städtische Bühnen Erfurt)
- 1958: Heiner Müller: Der Lohndrücker (Balkes Frau) – Regie: Eugen Schaub / Horst Ludwig (Städtische Bühnen Erfurt)
- 1958: Johann Wolfgang von Goethe: Götz von Berlichingen (Elisabeth, Frau des Götz) – Regie: Eugen Schaub (Städtische Bühnen Erfurt)
- 1958: Pavel Kohout: So eine Liebe (Mutter Stibors) – Regie: Georg Leopold (Städtische Bühnen Erfurt)
- 1958: Jewgenij Schwarz: Rotkäppchen (als Mutter) – Regie: Thomas Ruschin (Städtische Bühnen Erfurt)
- 1961: Helmut Sakowski: Weiberzwist und Liebeslist (Mine Martens) – Regie: Heinz Isterheil (Bühnen der Stadt Magdeburg – Kleines Theater)
- 1961: Johann Wolfgang von Goethe: Egmont – Regie: Herbert Körbs (Bühnen der Stadt Magdeburg)
- 1966: Curt Goetz: Die Kommode – Regie: Rolf Kabel (Bühnen der Stadt Magdeburg)
- 1970: Rudi Strahl: Noch mal ein Ding drehn – Regie: Lothar Schneider (Bühnen der Stadt Magdeburg)
- 1975: Georgi Polonski: Warten wir den Montag ab (Mutter des Lehrers) – Regie: Horst Hawemann (Theater der Freundschaft Berlin)

## Hörspiele
- 1983: Hans Christian Andersen: Die Schneekönigin (Großmutter) – Regie: Rainer Schwarz (Kinderhörspiel – Litera)
- 1989: Alexej Tolstoi: Gevatter Naúm (Fröschin) – Regie: Rainer Schwarz (Kinderhörspiel – Litera)